# キャッチ・レスリング・アソシエーション
キャッチ・レスリング・アソシエーション（Catch Wrestling Association、略称：CWA）は、オーストリアとドイツを拠点としていたプロレス団体。

## 歴史
1973年、南アフリカのケープタウンにおいてジャン・ウィルキンスを破りCWA世界ヘビー級王座を獲得したオットー・ワンツが、そのベルトを看板に地元のグラーツにて設立。
本拠地のグラーツをはじめ、オーストリアとドイツの各都市でトーナメント（リーグ戦）を行う興行形態を取っていたが、アメリカ式の巡業スタイルではなく、ひとつの都市に数週間滞在して同じ場所で興行を開催し、トーナメントが終了したら他の都市へ移動するというシステムだった。1月から4月までのオフシーズン後、ツアーは5月にリンツでスタートし、グラーツ、ウィーンに移動して、8月よりドイツに入ってハノーバー、ブレーメンでそれぞれトーナメントが行われた。
1982年、NWAやWWFと並ぶ当時のアメリカのメジャー団体だったAWAと提携し、同年8月にはアメリカ遠征中のワンツがニック・ボックウィンクルを破りAWA世界ヘビー級王座を獲得。10月にボックウィンクルに奪還されて短命王者となるも、ワンツのAWA戴冠はCWAの世界的な知名度の向上につながり、北米から数々のトップレスラーを招聘することに成功した。
日本の団体とは、1980年代前半まではムース・モロウスキーの口利きで全日本プロレスの選手もハノーバーやブレーメンのトーナメントに出場していたが、ワンツが度々参戦していた新日本プロレスと正式に提携してブッキングを共有。ブル・パワーことビッグバン・ベイダーなどがCWA経由で新日本プロレスに来日する一方、1980年代後半から1990年代にかけては、新日本プロレスの歴代の若手選手が海外修行の場としてCWAでキャリアを積んだ。
最大のイベントは年2回開催していた『ユーロ・キャッチ・フェスティバル』（夏にオーストリアのグラーツ、冬にドイツのブレーメンで開催された）。試合はヨーロッパ式のラウンド制でKO勝ちのルールがあった。
1990年12月22日、テリー・ファンクとの試合を最後にワンツが引退し、以降はプロモーターに専念。WWEの世界戦略によって事実上壊滅状態にあった欧州マット界において、新日本プロレスやWCWとの業務提携を維持しつつ孤塁を守り続けた。1992年からは、アマチュアの力自慢が数種類の種目を競うストロングマン・コンテストの大会もプロモートしていた。
ラスト興行は1999年12月4日の『ユーロ・キャッチ・フェスティバル』で、当時のCWAのチャンピンだったランボー、フランツ・シューマン、トニー・セント・クレアー、ロビー・ブルックサイドらのタイトルマッチがラインナップされ、いずれも王者がタイトルを防衛した。2000年、ワンツが活動停止を発表して約27年の歴史に幕を下ろした。

## タイトル
- CWA世界ヘビー級王座
- CWA世界ジュニアヘビー級王座
- CWA世界ミドル級王座
- CWA世界タッグ王座
- CWAインターコンチネンタル王座

## 参戦選手

### 欧州からの参戦
- クラウス・カウロフ（ドイツ語版）
- フランツ・シューマン（英語版）
- マーティ・ジョーンズ（英語版）
- エディ・スタインブロック（ドイツ語版）
- エイドリアン・ストリート
- イワン・ストロゴフ
- トニー・セント・クレアー
- ミレ・ツルノ
- デビッド・テイラー
- ケンドー・ナガサキ
- トミー・ビリントン
- デイブ・フィンレイ
- ロビー・ブルックサイド
- ジャイアント・ヘイスタックス（英語版）
- ウルフ・ヘルマン（英語版）
- アレックス・ライト
- スティーブ・ライト
- レネ・ラサルテス
- ラスプーチン
- スティーブ・リーガル
- シーン・リーガン
- パット・ローチ
- マーク・ロコ
- クラウス・ワラス
- オットー・ワンツ

### 北米からの参戦
- アルティメット・ウォリアー
- アンドレ・ザ・ジャイアント
- エド・ウィスコスキー
- ザ・ウォーロード
- カウボーイ・ボブ・オートン
- ビッグ・ジョン・クイン
- ゴライアス・クルガン
- グレート・コキーナ
- クリス・ジェリコ
- カクタス・ジャック
- パパ・シャンゴ
- ドン・レオ・ジョナサン
- テキサス・スコット
- ビッグ・ジョン・スタッド
- ランス・ストーム
- バック・ズモフ
- サージェント・スローター
- マイケル・セイズ
- ビッグ・タイトン
- ボビー・ダンカン
- ザ・デストロイヤー
- テッド・デビアス
- 2・コールド・スコーピオ
- オーエン・ハート
- ブレット・ハート
- ザ・バーバリアン
- ケン・パテラ
- ビッグ・ジム・ハリス
- キングコング・バンディ
- テリー・ファンク
- バスチャン・ブーガー
- バロン・フォン・ラシク
- ロッド・プライス
- ブッチャー・ブラニガン
- ブル・パワー
- ラリー・ヘニング
- クリス・ベノワ
- ヘビー・メタル
- ジョニー・ホーク
- ルドヴィッグ・ボルガ
- ジル・ポワソン
- ディック・マードック
- ブルーザー・マスティーノ
- ブラックジャック・マリガン
- ジェリー・モロー
- ムース・モロウスキー
- ザ・UFO
- ジャン＝ピエール・ラフィット
- ランボー
- ライノ・リチャーズ
- シルベスター・リッター
- ジョー・E・レジェンド
- エド・レスリー
- ムーンドッグ・レックス
- ロード・ウォリアー・ホーク
- ポール・ローマ
- リップ・ロジャース
- ワイルド・サモアンズ

### 日本からの参戦
- 飯塚高史
- 石川隆士
- 伊藤正男
- ミッキー・イノウエ
- 大仁田厚
- 小原道由
- ケンドー・カシン
- キム・コリア
- キム・ドク
- 小島聡
- ミスター・サクラダ
- ゴロー・タナカ
- 蝶野正洋
- 中島半蔵
- 西村修
- 野上彰
- 橋本真也
- 原進
- ミスター・ヒト
- ヤス・フジイ
- 藤波辰巳
- 船木優治
- フジ・ヤマダ
- ヒロ・ヤマモト